# Il peccato di Lady Considine
Il peccato di Lady Considine, o Sotto il capricorno (Under Capricorn), è un film del 1949 diretto da Alfred Hitchcock, tratto dal romanzo Under Capricorn (1937) della scrittrice australiana Helen Simpson.

## Trama
Australia, 1831. L'elegante e nobile irlandese Charles Adare, in cerca di fortuna, giunge a Sydney con il cugino, nominato governatore. Al suo arrivo incontra un banchiere e ricco imprenditore, Sam Flusky, disposto a prestargli denaro per l'acquisto di terreni.
Durante una cena in casa di Flusky, Charles riconosce nella moglie di lui, Henrietta, un'aristocratica irlandese, amica di sua sorella Diana. 
Flusky ha un passato burrascoso. Era lo stalliere della famiglia di Henrietta e si era innamorato, ricambiato, di lei. Era stato incriminato per l'omicidio del fratello di Henrietta, avvenuto in Irlanda, e condannato a sette anni da scontare nella colonia penale d'Australia. Henrietta lo aveva seguito: dopo il suo rilascio si erano sposati e stabiliti a Sydney.
Malgrado il grande amore, infine le differenze sociali, gli interessi, le abitudini così diverse hanno logorato i rapporti tra Sam ed Henrietta e il matrimonio è in crisi; inoltre, la donna è depressa e alcolizzata. Il governo della casa è affidato alla giovane cameriera Milly, che è segretamente innamorata di Sam e favorisce la degradazione della padrona.
Charles aiuta Henrietta a ritrovare la fiducia in se stessa e la gioia di vivere: la invita a riprendere il controllo della casa, a cavalcare, ad uscire, a comprare vestiti e a ritornare in società. Sam lo sostiene e si fa convincere a licenziare Milly. Tuttavia Charles comincia a innamorarsi di Henrietta. A un ricevimento del governatore, pur non avendo l'invito, accompagna la giovane aristocratica che per l'occasione ha ritrovato eleganza e splendore. Sam, ingelosito dalle insinuazioni di Milly, fa una scenata.
In un diverbio fra Charles e Sam, parte un colpo: Charles ne rimane ferito gravemente, tanto che Sam è accusato di tentato omicidio. Poiché questo secondo reato potrebbe portarlo al patibolo, Henrietta si sente costretta a rivelare l'oscuro segreto del suo passato: non Sam, ma lei stessa aveva sparato al proprio fratello mentre Sam, per salvarla, se ne era addossato la colpa e la punizione.
Affinché la deposizione dia avvio al processo contro Henrietta le autorità chiedono una dichiarazione di conferma da parte di Sam, ma egli si rifiuta di rilasciarla. In preda alla disperazione, Henrietta ricomincia a bere e a soffrire di allucinazioni. Per caso però scopre che è invece Milly, che è stata riassunta, la causa dei suoi forti turbamenti e dei deliri: è lei ad aver nascosto la testa mummificata nel suo letto che le aveva provocato una crisi sia per il terrore della minaccia in sé, sia perché temeva fosse una delle sue allucinazioni, ed è la stessa cameriera che, in più, sta cercando di avvelenarla, donde il suo continuo stato di confusione e debolezza.
Sam è arrestato e Henrietta si reca in città per supplicare il governatore di intercedere per loro. Li raggiunge Charles, appena ristabilito, e davanti al governatore testimonia una versione dei fatti tale da scagionare Sam. Il nobile rinuncia al suo amore per Henrietta, lascia l'Australia e ritorna definitivamente in Irlanda.

## Produzione
Film girato in Technicolor e in costume, fu il secondo, dopo Nodo alla gola, prodotto dall'azienda dei soci Alfred Hitchcock e Sidney Bernstein, la Trasatlantic Pictures, e fu distribuito dalla Warner Bros.

### Soggetto
La sceneggiatura è di James Bridie e l'adattamento di Hume Cronyn.

### Cast
Per la terza ed ultima volta, dopo Io ti salverò e Notorius, Hitchcock chiama a interpretare la parte della protagonista, Lady Henrietta Considine Flusky, Ingrid Bergman, ormai diventata, anche per merito suo, una star molto famosa e costosa. Il regista dichiara a Truffaut: "Ho commesso l'errore di pensare che avere Ingrid Bergman fosse la cosa più importante per me" e i costi così alti affrontati lo portarono al fallimento della casa produttrice, di cui era socio.
La parte del marito, ex stalliere, è affidata a Joseph Cotten, lo zio Charlie de L'ombra del dubbio.
Il giovane aristocratico Charles Adare è interpretato da Michael Wilding, che reciterà nella parte dell'ispettore nel film successivo Paura in palcoscenico.

### Riprese
Le riprese furono girate negli Elstree Studios di Londra, in cui il regista era tornato alla fine di marzo del 1948, dopo dieci anni di assenza.
Alcune scene finali furono girate ad Hollywood negli studi della Warner Brothers: per il palazzo del governatore fu usata la facciata della Canoga Park High School. Nel novembre del 1948 il film era finito.

### Prima
La prima del film si tenne l'8 ottobre 1949.

### Costi
Costò 2,5 milioni di dollari, fu un fallimento finanziario e determinò la scomparsa della società di produzione.

## Critica
Il pubblico e la critica si aspettavano un thriller e rimasero delusi trovando un melodramma romantico di impianto teatrale, triste, con pochissima azione e troppi dialoghi.
Hitchcock stesso nell'intervista concessa a François Truffaut ammette di aver compiuto parecchi errori: cimentarsi con un film in costume, riprendere l'uso del piano sequenza sperimentato nel precedente Nodo alla gola che sottolineava ancora di più il fatto che il film non era un thriller, averci messo troppo poco umorismo, essersi intestardito ad ottenere come protagonista Ingrid Bergman il cui ingaggio era costato moltissimo, infine aver scelto come collaboratori alla sceneggiatura scrittori poco adatti.
Tuttavia Jean Domarchi, in un articolo dal titolo Il capolavoro sconosciuto apparso su Les Cahiers du Cinéma n. 39, dell'ottobre 1954, rivaluta il film e afferma che si tratta addirittura di un capolavoro. Anche Jacques Rivette ne La Gazette du Cinéma n. 4 riabilita il film; e giudizio analogo viene espresso da Peter Bogdanovich.

### Temi
Éric Rohmer e Claude Chabrol riprendono e condividono le valutazioni espresse da questi critici secondo i quali il film ha un tono alto, “maestosa bellezza” e “nobiltà letteraria”. Riprende alcuni temi fondamentali della letteratura universale (Balzac, Goethe, Dostoevskij): il dilemma fra libertà e morale, delitto e castigo, rigore morale, eccesso di rimorso e bisogno di confessione (il lungo monologo di Henrietta). Rimproverare al film di non essere un thriller significa non averne compreso la natura profonda: la tensione è tutta interna alle relazioni fra i quattro personaggi principali, alla impossibilità reale di intendersi che si accumula e esplode in alcuni momenti come la scenata di gelosia o il ferimento di Charles, l'esibizione delle bottiglie di liquore vuote o il ritrovamento della testa di morto.

### Tra classicismo tropicale e iscrizione aborigena
Il palazzo di Sam Flusky, in cui egli abita insieme alla moglie Henrietta, è un edificio costruito secondo una concezione ibrida, tipica degli edifici coloniali: allo stile anglo-palladiano, popolare nell'impero britannico e negli Stati Uniti nel diciannovesimo secolo, riconoscibile nella hall centrale a pianta circolare si sovrappongono elementi architettonici indigeni. La tradizione delle case neoclassiche disegnate da John Nash fra il 1790 e il 1815, si mescola alle suggestioni esotiche dei bungalow indiani e cinesi, interpretati dallo spirito britannico in terra australiana: il portico aperto su tre lati della casa, a volte quattro, le colonne sottili di legno, la veranda.
Il cocchiere che vi conduce in carrozza Charles Adare, invitato dal padrone di casa a cena, commenta: "C'è qualcosa di strano in questo posto".
A veicolare tale ibridismo collabora anche il nome della casa, rivelato dall'iscrizione in lingua aborigena che la distingue: "Minyago Yugilla", che significa "Perché piangi?"

### Riferimenti iconografici
Le parole dell'iscrizione ("Perché piangi?") ricordano quelle rivolte, il giorno successivo la morte di Cristo, dall'angelo a Maria Maddalena, giunta al sepolcro per piangerlo (Vangelo di Giovanni, 20, 12-13).
La Maddalena, che adombra la figura di Henrietta, è il simbolo dei peccatori penitenti e nell'iconografia religiosa è rappresentata con i piedi nudi, il flagello, lo specchio in cui chi guarda non è riflesso, i gioielli sparsi a terra. Tutte queste immagini sono presenti nel film. Hitchcock potrebbe avere avuto in mente i dipinti di Georges de la Tour: Maria Maddalena con la candela (1630-1635) e Maria Maddalena con lo specchio (1635-1645).

## Tecnica cinematografica
Anche dal punto di vista tecnico il film ha grandi qualità. Una maestria particolare è dimostrata nell'uso del primo e primissimo piano. L'obiettivo della macchina da presa «… scruta, esplora, incide, addolcisce» il volto di Henrietta raccontandone l'anima. Basti un solo esempio. Verso la fine del film Henrietta semisvenuta per l'orrore di aver trovato nel letto una testa mummificata, vede Milly riporla in una scatola. Il regista ci dà «una delle inquadrature in primo piano più gravide di senso di tutta la storia del cinema… Henrietta socchiude una palpebra pesante e il suo volto esprime, in un solo istante, una tale ricchezza di sentimenti diversi (timore e controllo di sé, candore e calcolo, rabbia e rassegnazione) che la penna più concisa spenderebbe diverse pagine per esprimere altrettanto».

## Cameo
Hitchcock appare due volte: all'inizio durante una parata e poco dopo sui gradini del palazzo del governatore.